# Ромашкинське сільське поселення (Алнаський район)
Рома́шкинське сільське поселення — колишнє муніципальне утворення в складі Алнаського району Удмуртії, Росія. Адміністративний центр — село Алнаші, яке не входить до складу поселення.
Розформоване 9 травня 2021 року законом Удмуртської Республіки за 23 квітня 2021 року № 27-РЗ через переформування муніципального району на муніципальний округ.

## Населення
Населення — 1657 осіб (2018; 1686 у 2015, 1710 у 2012, 1731 у 2010, 1801 у 2002).

## Склад
До складу поселення входять такі населені пункти:
| Населений пункт               | Населення, осіб (2002) | Населення, осіб (2010) | Населення, осіб (2012) |
| ----------------------------- | ---------------------- | ---------------------- | ---------------------- |
| Абишево, присілок             | 20                     | 22                     | 20                     |
| Бокай, присілок               | 13                     | 21                     | 21                     |
| Варзі-Шудья, присілок         | 0                      | 0                      | 0                      |
| Верхні Алнаші, присілок       | 53                     | 43                     | 43                     |
| Верхній Утчан, присілок       | 167                    | 159                    | 163                    |
| Дятлево, присілок             | 128                    | 160                    | 156                    |
| Ігенче, присілок              | 7                      | 13                     | 12                     |
| Козаково, присілок            | 283                    | 280                    | 278                    |
| Мукшур, присілок              | 131                    | 110                    | 112                    |
| Новий Утчан, присілок         | 336                    | 309                    | 299                    |
| Ромашкино, присілок           | 137                    | 127                    | 128                    |
| Серп, присілок                | 105                    | 93                     | 92                     |
| Стара Шудья, присілок         | 308                    | 284                    | 283                    |
| Татарський Тоймобаш, присілок | 86                     | 85                     | 79                     |
| Шишкино, присілок             | 27                     | 25                     | 24                     |

## Господарство
В поселенні діють 2 середні (Новий Утчан, Стара Шудья) та 3 початкові (Дятлево, Казаково, Мукшур) школи, 5 садочків (Дятлево, Казаково, Мукшур, Новий Утчан, Стара Шудья), 2 бібліотеки, 6 клубів, 4 фельдшерсько-акушерських пункти.